# Gliosarcoma
Il gliosarcoma è una variante istologica del glioblastoma caratterizzata da una struttura tissutale bifasica, con aree che mostrano alternativamente differenziazione gliale e mesenchimale.
Presenta sintomi e segni identici al glioblastoma ordinario. Metodica di diagnosi e trattamento sono gli stessi.
Dubbi su migliorie rispetto a quest'ultimo riguardo alla prognosi.

## Annotazione storica
Il termine gliosarcoma venne introdotto nel 1895 da H. Stroebe.

Verso la metà del secolo scorso I.M. Feigin e altri 
definivano il gliosarcoma come un glioblastoma nel quale i vasi sanguigni del tumore subiscono una trasformazione, acquisendo le caratteristiche di un sarcoma.

Questo punto di vista non è però supportato dalle recenti analisi genetiche, che sono orientate verso un'origine monoclonale.

## Epidemiologia

### Incidenza
Il gliosarcoma è una neoplasia rara. È stato stimato che costituisce approssimativamente il 2% di tutti i glioblastomi.

### Età e distribuzione rispetto al sesso
Questa neoplasia ha una distribuzione, in quanto a età della sua comparsa, del tutto simile a quella del glioblastoma primario, con una fascia preferenziale tra i 40 e i 60 anni (età media 53 anni). I maschi ne sono molto più colpiti che le femmine (Il rapporto M:F è pari a 1,8:1).

## Prognosi
È stato indicato che i gliosarcomi mostrano una prognosi in un qualche modo più favorevole rispetto a quella dei glioblastomi ordinari, 
ma sperimentazioni cliniche sufficientemente ampie hanno fallito nel mostrare significative differenze tra le due neoplasie, per quel che riguarda gli esiti.